# New River (Florida)
| New River |                                   |
|           |                                   |
| Ort       | Broward County (Florida)          |
| Beginn    | Everglades                        |
| Ende      | Mündung in den Atlantischen Ozean |

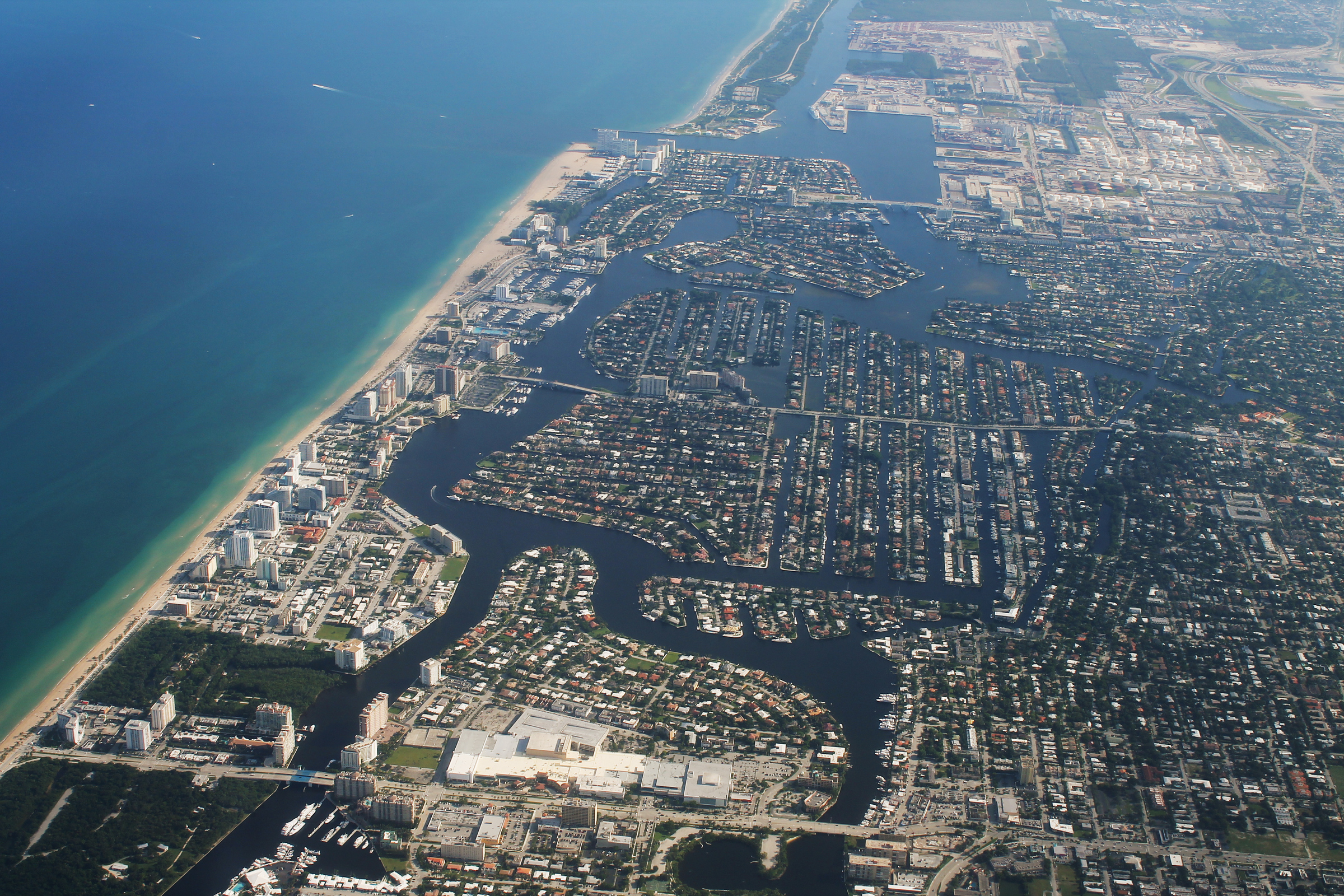
Mündung bei Port Everglades (oben),
Galleria in Fort Lauderdale (unten)

Der New River ist ein Wasserstraßensystem, das aus natürlichen Drainagen aus den Everglades, von Menschen zusätzlich geschaffenen Kanälen sowie einem Ästuar besteht und sich im Broward County in Florida in den USA befindet. Der Hauptwasserweg fließt durch die Stadt Fort Lauderdale.

## Verlauf
Ursprünglich begann der New River mit mehreren kleinen Zuflüssen, die der Entwässerung der Everglades dienten. Im Jahr 1905 wurde damit begonnen, Pläne für ein umfassendes Everglades-Entwässerungsprogramm zu entwickeln, die einige Jahre später auch umgesetzt wurden. Einer der Kanäle, der North New River Canal, verband den Okeechobeesee mit Fort Lauderdale. Um den Kanal schiffbar zu machen, mussten Schleusen (Locks) eingebaut werden. Das im Jahr 1912 in Betrieb genommene Lock Nr. 1, am südlichen Ende des Kanals in Plantation war das erste dieser Art, das in Südflorida gebaut wurde. Es ist weiterhin erhalten und wurde 1978 in das National Register of Historic Places aufgenommen. Weitere Kanäle folgten. Die ehemalige North Fork wurde als C-12-Kanal entlang des heutigen Sunrise Boulevard ausgedehnt, während die South Fork in der Form von zwei Kanälen verlängert wurde, deren erste als "North New River Canal" (auch als G-15-Kanal bekannt) in Betrieb ist. Der New River mündet schließlich bei Port Everglades in den Atlantischen Ozean.
Da der New River mitten durch Fort Lauderdale fließt und die Stadt in ständigem Wachstum begriffen ist, sind zahlreiche Eisenbahnstrecken sowie Straßen und Autobahnen mit Klappbrücken versehen, um der Schifffahrt einen Durchlass zu gewähren. Auch führen Tunnel, beispielsweise der Henry E. Kinney Tunnel den Verkehr unter den Wasserstraßen hindurch.

## Nutzung und Touristische Verwendung
Entlang des New Rivers wurden Appartementwohnblöcke und Einkaufszentren gebaut, die teilweise mit Wassertaxis erreichbar sind. In den Außenbezirken und auf kleinen Inseln haben sich an den Ufern viele Prominente aus Politik, Wirtschaft und der Filmbranche sowie wohlhabende Bürger in mondänen Villen niedergelassen. Anlegeplätze für exklusive Yachten sowie mehrere Yachthäfen wurden angelegt. Touristische Unternehmen fahren mit Passagierschiffen, beispielsweise dem Jungle Queen Riverboat durch die Wasserstraßen entlang des als Millionaire's Row bezeichneten Flussabschnitts und weisen auf die luxuriösen Villen und die Yachten im Bahia Mar Yachting Center hin. Der Fluss führt auch am historischen Stranahan House sowie am Broward Center for the Performing Arts vorbei. Einige für Touristen und Einheimische beliebte Straßenzüge entlang des New River werden als Riverwalk Fort Lauderdale bezeichnet und enthalten mehrere Bars, Clubs, Cafés und Restaurants.

## Galerie

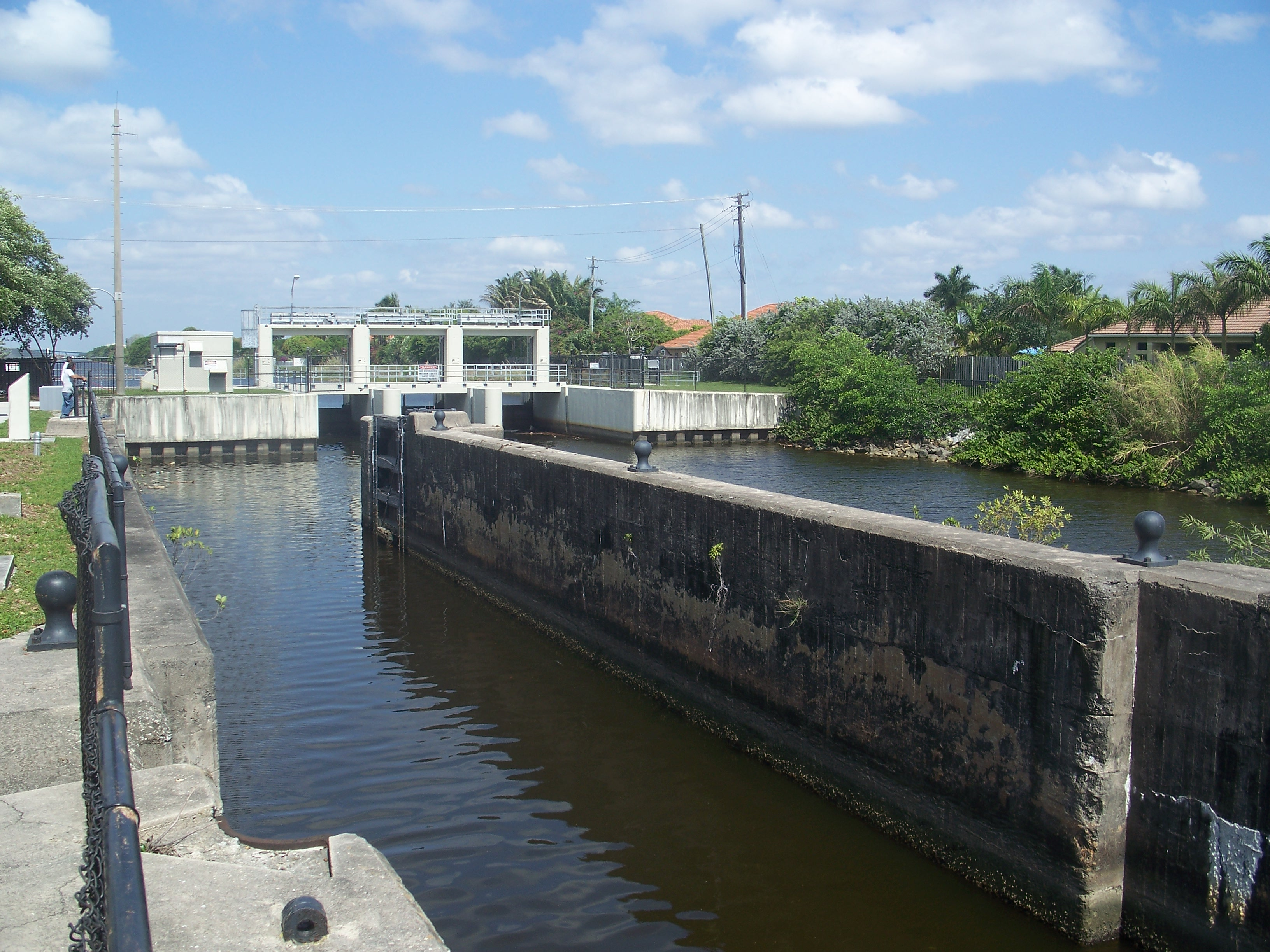
Lock No. 1 am North New River Canal mit modernem Wehr im Hintergrund
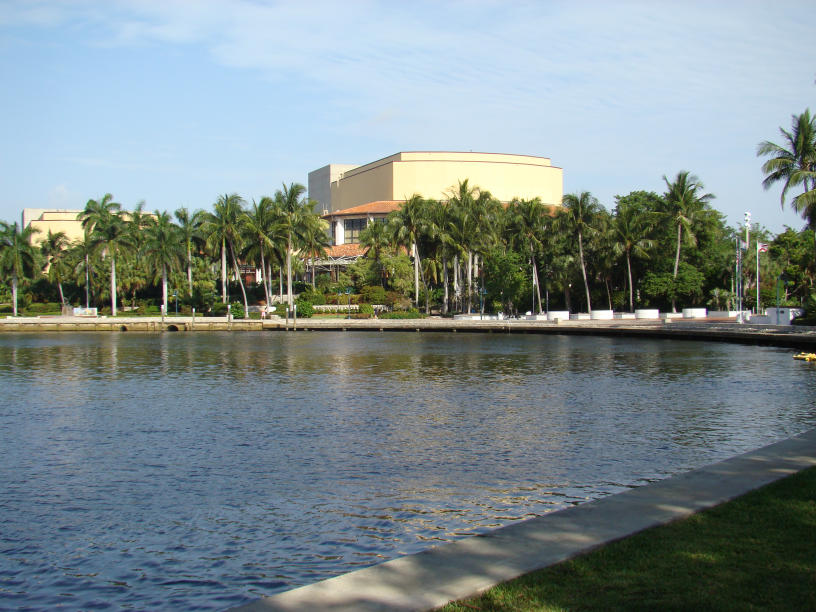
Broward Center for the Performing Arts
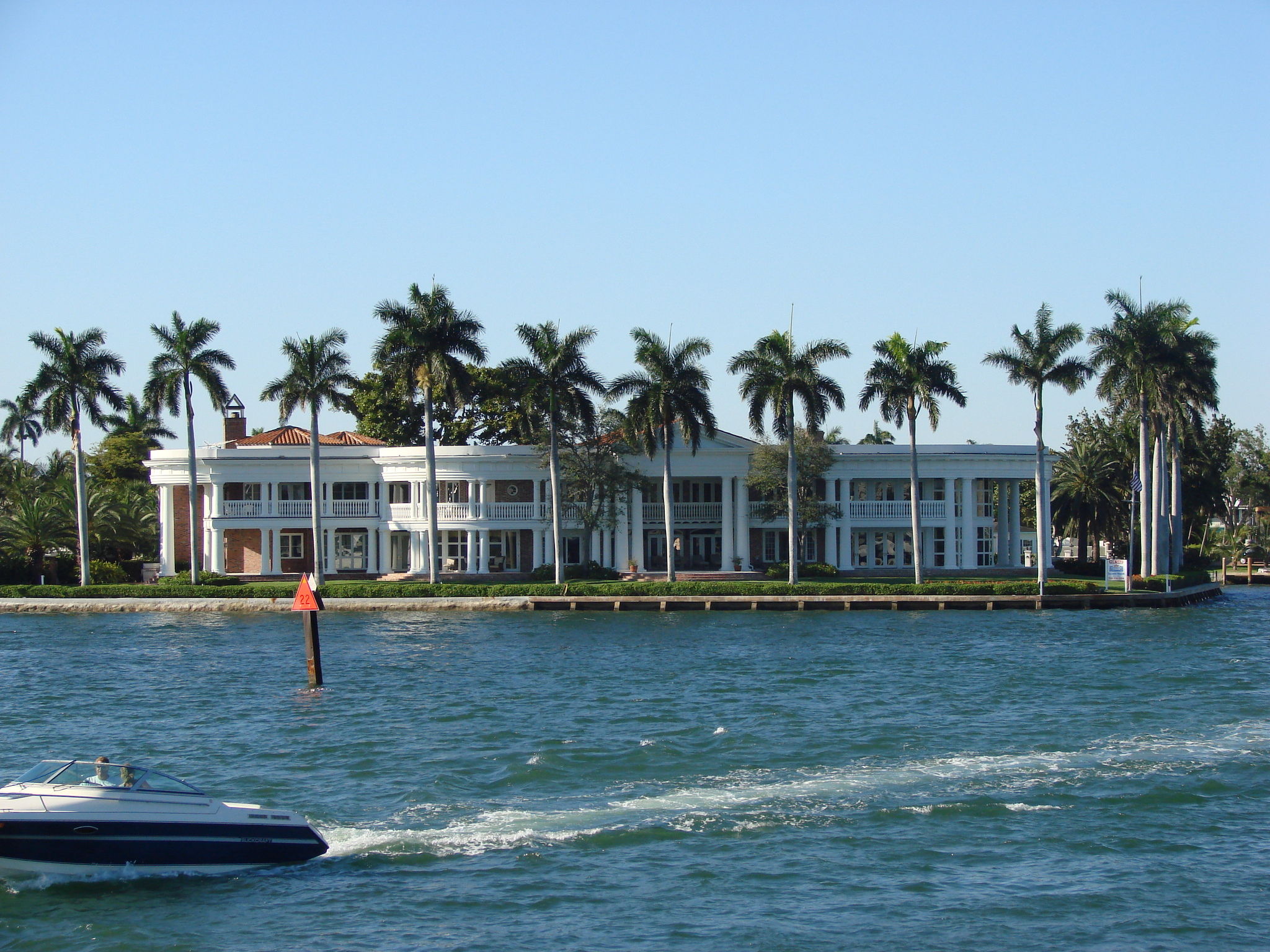
Exklusive Wohnanlage
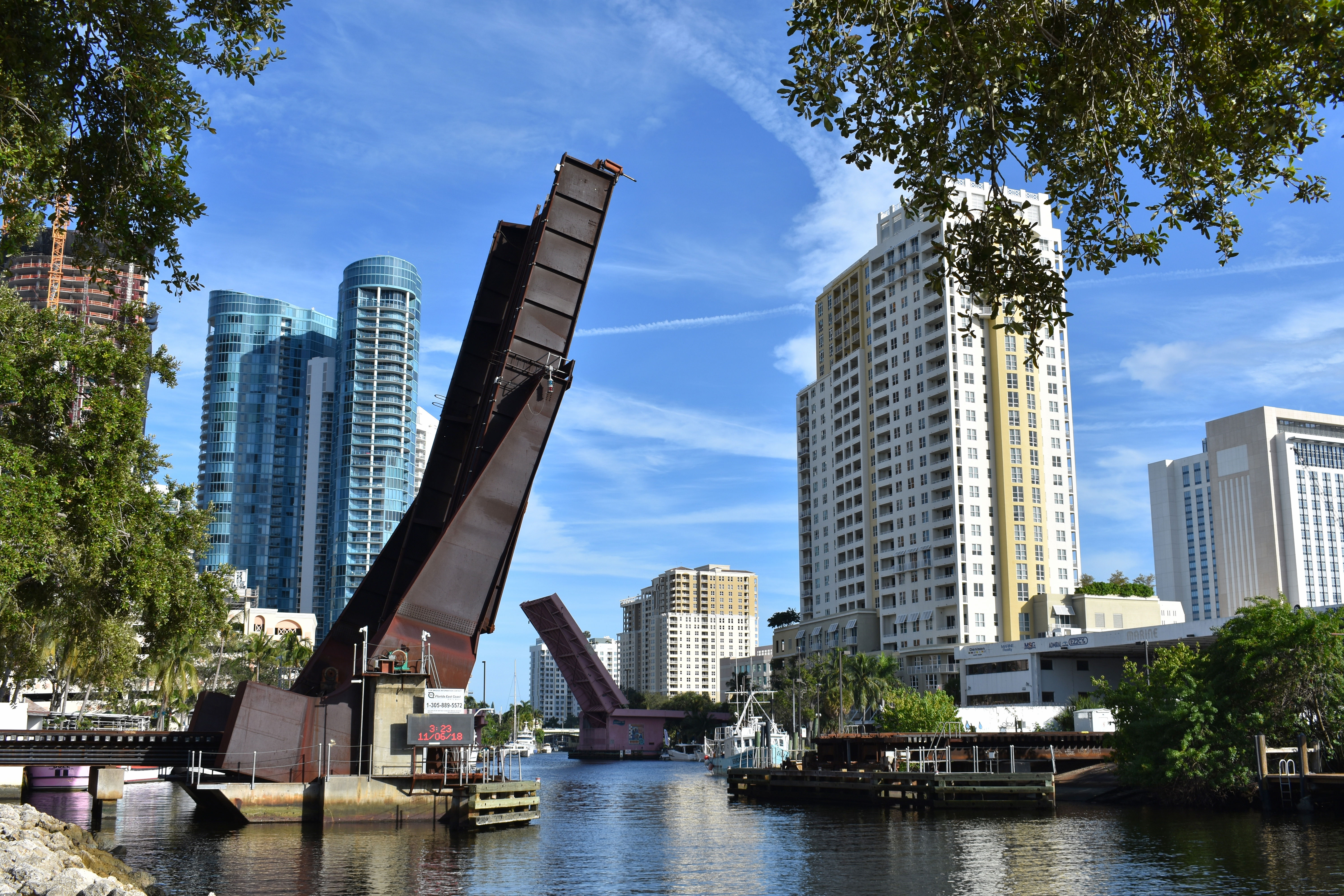
Eisenbahnklappbrücken
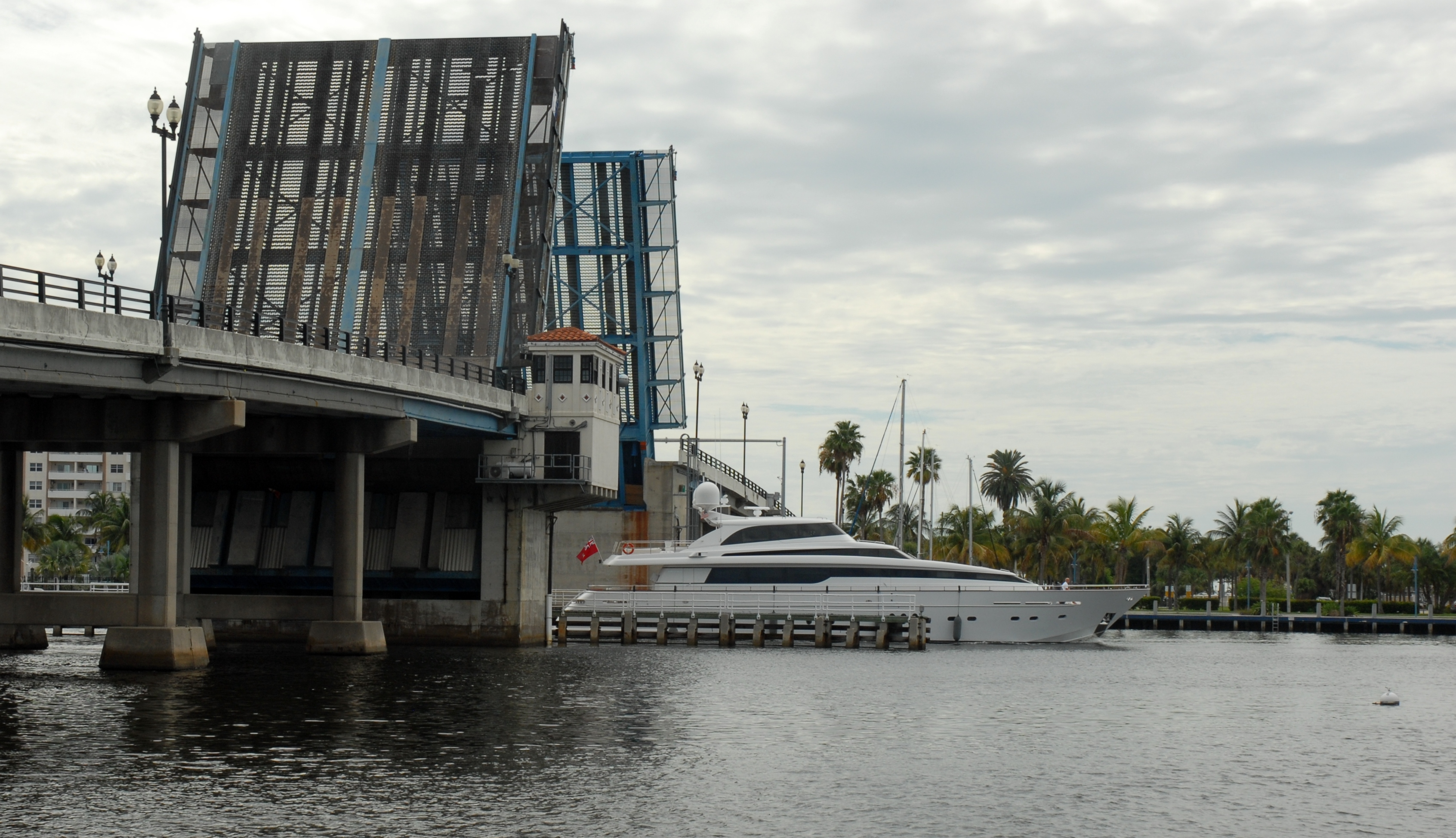
Straßenklappbrücke